# Eleição estadual na Saxônia em 2024
A eleição estadual na Saxônia em 2024 foi realizada em 1º de setembro, com o objetivo de preencher os 120 assentos do Landtag da Saxônia, o parlamento estadual. O contexto político era caracterizado por uma crescente polarização, com a Alternativa para a Alemanha (AfD), um partido de extrema-direita, ganhando força significativa em meio a um ambiente de insatisfação popular com os partidos tradicionais.
Nas eleições de 2019, a AfD já havia sinalizado seu potencial de crescimento, conquistando quase 28% dos votos e se estabelecendo como a segunda maior força política na Saxônia, atrás apenas da União Democrata-Cristã (CDU), que obteve cerca de 32%. Outros partidos, como A Esquerda e o Partido Social-Democrata (SPD), tiveram desempenhos menos expressivos, enquanto os Verdes alcançaram seu melhor resultado na região, com 8,6% dos votos. O Partido Democrático Liberal (FDP), por outro lado, não conseguiu atingir o mínimo de 5% necessário para entrar no parlamento estadual.
A campanha eleitoral de 2024 foi intensamente marcada por um clima de descontentamento com o governo federal, liderado pelo chanceler Olaf Scholz. Pesquisas indicavam uma insatisfação generalizada entre os eleitores, que se refletiu no desempenho eleitoral dos partidos da coalizão governamental. Na Saxônia, a AfD capitalizou esse descontentamento, especialmente em temas como imigração, enquanto a CDU tentava manter sua liderança, mas sem qualquer cooperação com a AfD, devido à postura extremista do partido.
Os resultados finais das eleições confirmaram as tensões em jogo, com a CDU conseguindo uma ligeira vantagem sobre a AfD, obtendo 32% dos votos, enquanto a AfD ficou com 31,5%. Esse resultado, apesar de visto como uma vitória simbólica para a CDU, evidenciou o contínuo crescimento da AfD na região. Partidos da coalizão governamental, como o SPD, os Verdes e o FDP, tiveram um desempenho fraco, o que levantou preocupações sobre o futuro político da Alemanha, especialmente com as eleições federais de 2025 no horizonte. A ascensão da AfD e o fraco desempenho dos partidos tradicionais indicam uma possível reconfiguração do cenário político alemão, com implicações profundas para as políticas nacionais e regionais.

## Antecedentes
A eleição de 2019 foi marcada por grandes ganhos para o AfD, que obteve quase 28 por cento dos votos e se tornou a segunda força mais forte. Após perdas, a CDU acabou com quase 32 por cento como o partido mais forte à frente do AfD. A Esquerda e o SPD receberam 10,4 e 7,7 por cento dos votos, respectivamente. Os Verdes aumentaram e alcançaram seu melhor resultado em uma eleição estadual na Saxônia, com 8,6 por cento, enquanto o FDP novamente não conseguiu entrar no parlamento, com 4,5 por cento.

## Resultados
| Partido             | Partido                           | Lista     | Lista   | Lista | Constituição | Constituição | Constituição | Total de Ass. | +/-  |
| Partido             | Partido                           | Votos     | %       | Ass.  | Votos        | %            | Ass.         | Total de Ass. | +/-  |
| ------------------- | --------------------------------- | --------- | ------- | ----- | ------------ | ------------ | ------------ | ------------- | ---- |
|                     | União Democrata-Cristã            | 749.216   | 31,91   | 15    | 805.231      | 34,43        | 27           | 42            | 3    |
|                     | Alternativa para a Alemanha       | 719.274   | 30,63   | 13    | 794.176      | 33,96        | 28           | 41            | 3    |
|                     | Aliança Sahra Wagenknecht         | 277.173   | 11,81   | 15    | 148.350      | 6,34         | 0            | 15            | Novo |
|                     | Partido Social-Democrata          | 172.002   | 7,33    | 9     | 144.407      | 6,17         | 0            | 9             | 1    |
|                     | Aliança 90/Os Verdes              | 119,964   | 5.11    | 4     | 119,016      | 5.09         | 2            | 6             | 6    |
|                     | A Esquerda                        | 104,888   | 4.47    | 4     | 149,120      | 6.38         | 2            | 6             | 8    |
|                     | Eleitores Livres                  | 53,008    | 2.26    | 0     | 113,042      | 4.83         | 1            | 1             | 1    |
|                     | Saxônia Livre                     | 52.195    | 2.22    | 0     | 12,771       | 0.55         | 0            | 0             | 0    |
|                     | Partido Ação pela Proteção Animal | 23.576    | 1.00    | 0     |              |              |              | 0             | 0    |
|                     | Partido Democrático Liberal       | 21.003    | 0.89    | 0     | 33,644       | 1.44         | 0            | 0             | 0    |
|                     | Die PARTEI                        | 19,870    | 0.85    | 0     | 2,607        | 0.11         | 0            | 0             | 0    |
|                     | Partido Pirata                    | 6,842     | 0.29    | 0     |              |              |              | 0             | 0    |
|                     | Bündnis Deutschland               | 6,753     | 0.29    | 0     | 972          | 0.04         | 0            | 0             | Novo |
|                     | União Valores                     | 6,469     | 0.28    | 0     | 1,819        | 0.08         | 0            | 0             | Novo |
|                     | Die Basis                         | 4,483     | 0.19    | 0     | 702          | 0.03         | 0            | 0             | New  |
|                     | Alliance C                        | 4,368     | 0.19    | 0     |              |              |              | 0             | 0    |
|                     | V-Partei3                         | 3,286     | 0.14    | 0     |              |              |              | 0             | 0    |
|                     | Ecological Democratic Party       | 1,966     | 0.08    | 0     | 322          | 0.01         | 0            | 0             | 0    |
|                     | Civil Rights Movement Solidarity  | 1,580     | 0.07    | 0     | 752          | 0.03         | 0            | 0             | 0    |
|                     | Team Zastrow                      |           |         |       | 6,984        | 0.30         | 0            | 0             | 0    |
|                     | Soluções para a Nossa Região      |           |         |       | 2,152        | 0.09         | 0            | 0             | 0    |
|                     | Partido do Progresso              |           |         |       | 248          | 0.01         | 0            | 0             | 0    |
|                     | We Are Leipzig                    |           |         |       | 382          | 0.02         | 0            | 0             | 0    |
|                     | Independentes                     |           |         |       | 2,038        | 0.09         | 0            | 0             | 0    |
| Total               | Total                             | 2.347.916 | 100,00% | 60    | 2.338.735    | 100,00%      | 60           | 120           | –    |
|                     |                                   |           |         |       |              |              |              |               |      |
| Votos válidos       | Votos válidos                     | 2.347.916 | 99,16%  |       | 2.338.735    | 98,78%       |              |               |      |
| Votos brancos/nulos | Votos brancos/nulos               | 19.783    | 0,84%   |       | 28.964       | 1,22%        |              |               |      |
| Total de votos      | Total de votos                    | 2.367.699 | 100,00% |       | 2.367.699    | 100,00%      |              |               |      |
| Comparecimento      | Comparecimento                    | 3.181.013 | 74,43%  |       | 3.181.013    | 74,43%       |              |               |      |